# Aaron Swartz
Aaron Hillel Swartz (Chicago, 8 novembre 1986 – New York, 11 gennaio 2013) è stato un programmatore, scrittore e attivista statunitense.
Coautore della prima specifica dell'RSS e delle licenze Creative Commons, è il cofondatore di Reddit e il gruppo di attivismo online Demand Progress; faceva anche parte dell'Ethics Center Lab dell'Università di Harvard, ed è stato il creatore del "Guerrilla Open Access Manifesto".
Il 19 luglio 2011 è stato arrestato per aver scaricato 4,8 milioni di articoli scientifici dal database accademico JSTOR; liberato dietro cauzione, si è tolto la vita l'11 gennaio 2013 impiccandosi nel suo appartamento di Brooklyn.

## Biografia

### Origini e formazione
Swartz nacque a Chicago, da Susan e Robert Swartz. La famiglia, di origine ebraica, viveva a Highland Park, nell'Illinois. Il padre fondò una società di software, e già da giovane Aaron si interessò di computer, di internet e della sua cultura. A 13 anni vinse il premio ArsDigita, una competizione indirizzata a giovani per la creazione di siti web non commerciali a carattere educativo e collaborativo. Il premio includeva una visita al Massachusetts Institute of Technology (MIT) con la possibilità di incontrare diversi esperti della rete.
A 14 anni iniziò a collaborare con esperti di network diventando coautore della specifica RSS 1.0. Ancora giovanissimo, partecipò alla progettazione del codice sorgente delle licenze Creative Commons e alla loro diffusione. In seguito frequentò l'Università di Stanford, lasciandola dopo un anno per fondare l'azienda di software Infogami, una startup finanziata da Y Combinator. Da qui Swartz si trovò a lavorare al sito web Reddit. Superate le difficoltà iniziali, il sito decollò fino ad avere milioni di utenti al mese. Alla fine del 2006, dopo mesi di trattative, il sito fu venduto al gruppo Condé Nast, già proprietario della rivista Wired.

### Il trasferimento a San Francisco e l'attivismo
Swartz si trasferì a San Francisco per continuare a lavorare al progetto, ma nel gennaio del 2007 gli fu chiesto di dimettersi dal suo incarico. In quel periodo cominciò a soffrire di depressione. Nel settembre 2007, insieme a Simon Carstensen lanciò Jottit, mentre nell'anno accademico 2010-2011 contribuì attivamente all'Edmond J. Safra Ethics Center presso l'Università di Harvard. Swartz fu anche il creatore del web application framework web.py, e cofondatore di DemandProgress, iniziative volte a esercitare pressioni sul Congresso degli Stati Uniti per la tutela della libertà d'espressione online e su temi analoghi.
Il 6 gennaio 2011 fu arrestato ma subito rilasciato su cauzione per aver scaricato buona parte del database JSTOR di articoli accademici tramite la rete open access del MIT. Partì subito un'indagine da parte dell'FBI sulla base delle accuse di JSTOR, basate sul fatto che si trattava di contenuti accessibili solo a pagamento. Solo in seguito, per decisione della stessa JSTOR, concessero la consultazione gratuita del materiale scritto entro il 1923.

### Le controversie legali e il suicidio
Nel processo previsto ad aprile 2011 per il download del materiale di JSTOR e del MIT, in caso di condanna avrebbe avuto una multa fino a 1 milione di dollari e una condanna fino a un massimo di 35 anni di carcere, dopo che le autorità USA avevano portato il numero di imputazioni a suo carico da 4 a 13. Venne trovato privo di vita nel suo appartamento newyorchese di Crown Heights, nel quartiere di Brooklyn, venerdì 11 gennaio 2013. Un portavoce del New York Medical Examiner dichiarò che l'informatico si era suicidato per impiccamento. Non è stato trovato nessun biglietto o lettera d'addio. I funerali si sono tenuti il 15 gennaio 2013, con rito ebraico, nella sinagoga di Central Avenue a Highland Park, Illinois.

## Opere e attività

### Infogami e Reddit
Frequentò l'Università di Stanford abbandonandola dopo appena un anno per fondare una compagnia di software, la startup Infogami, grazie al finanziamento di Y Combinator's, un incubatore aziendale fondato dallo scrittore e programmatore Paul Graham.
Attraverso il programma Y Combinator, Swartz cominciò a costruire la piattaforma wiki Infogami, usata in seguito per sostenere i siti Biblioteca web.py e Open, ma sentiva il bisogno della presenza di partner per andare avanti e gli organizzatori di Y-Combinator suggerirono la fusione tra Infogami e Reddit, che avvenne nel novembre del 2005. Mentre Reddit inizialmente ebbe qualche difficoltà di sviluppo, il sito in seguito crebbe in popolarità, con milioni di utenti connessi ogni mese. Alla fine del 2006, dopo mesi di trattative, fu ceduto a Condé Nast, editore della rivista Wired. Swartz si trasferì con la sua azienda a San Francisco per lavorare a Wired, ma nel mese di gennaio del 2007 gli fu chiesto di dimettersi dal suo incarico. In quell'epoca Swartz si descrisse come malato e soffrì di una forte depressione per tutto il 2007. Nel settembre del 2007, assieme a Simon Carstensen lanciò Jottit.

### Open Library
Nel 2007 fu tra i creatori di Open Library, progetto di biblioteca digitale dell'Internet Archive. Open Library raccoglie schede catalografiche relative a opere bibliografiche che chiunque può inserire e modificare, una raccolta di opere digitalizzate in pubblico dominio e, dal 2010 offre un servizio di prestito di ebook moderni in collaborazione con distributori e biblioteche statunitensi. L'intero progetto è basato su software libero e open source.

### Stop SOPA

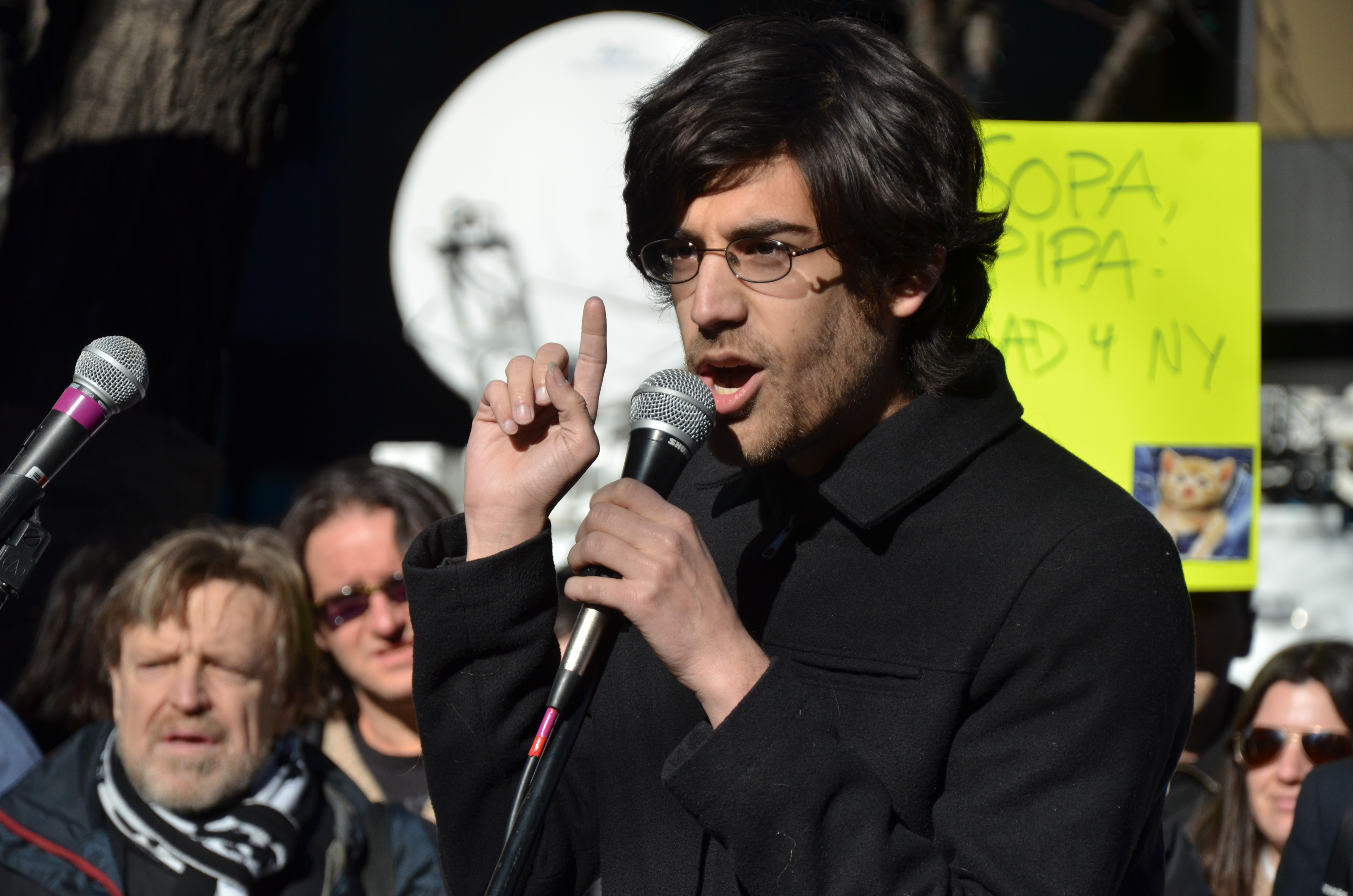
Aaron Swartz durante un discorso contro la SOPA

Aaron fu molto attivo nella campagna per fermare lo Stop Online Piracy Act o SOPA, la legge del governo statunitense che si riprometteva di punire in maniera severa chi violava il copyright. A seguito del successo della campagna per fermare la legge, condotta attraverso la rete di attivisti Demand Progress, Swartz fu l'oratore principale della F2C: libertà di connessione, un evento tenutosi a Washington il 21 maggio 2012, sul tema Come abbiamo fermato la SOPA:
In quella occasione Aaron presentò anche un evento organizzato da ThoughtWorks.

### Wikipedia
Aaron Swartz era uno degli editori volontari di Wikipedia, e nel 2006 tentò di entrare nella direzione della Wikimedia Foundation, non riuscendovi. Sempre nel 2006 fece un'analisi di Wikipedia, giungendo alla conclusione che la maggior parte degli articoli erano scritti da utenti con pochi contributi (indicati come "outsiders"), mentre solo una minima parte degli utenti mantiene attiva la collaborazione nel tempo (gli "insiders", profondi conoscitori dei meccanismi, dediti ben più dei primi alla sistemazione dei dettagli e alla formattazione dei contenuti).
L'analisi venne sollecitata da un intervento di Jimmy Wales, uno dei fondatori di Wikipedia, a Stanford. In quella occasione Wales aveva fatto sapere che attraverso un conteggio delle modifiche operate sulle pagine di Wikipedia era giunto alla conclusione che il progetto era di fatto tenuto in piedi da poche centinaia di persone, che in concreto il 7% degli utenti registrati, cioè, operava il 50% delle modifiche: secondo Wales, dunque, la maggior parte delle pagine veniva redatta da editori esperti, mentre la maggior parte dei collaboratori si dedicava solo a piccole modifiche, come correzioni grammaticali e di stile.
Swartz operò un'analisi diversa: invece di contare il numero di modifiche, conteggiò il numero di battute. Da questa analisi venne fuori un risultato opposto alle convinzioni di Wales: l'analisi evidenziava come la maggior parte dei contenuti di Wikipedia erano inseriti da utenti occasionali, mentre gli insiders operavano molte più modifiche appunto perché dedicati alla sistemazione e formattazione dei contenuti inseriti dai primi. Swartz pubblicò i risultati della sua analisi in Who Writes Wikipedia?, un post sul suo blog personale. Al momento della morte l'account di Wikipedia in lingua inglese di Aaron Swartz contava circa 5 000 edit.

### Tor2web
Nel 2008 Aaron Swartz insieme con Virgil Griffith progettò e implementò Tor2web, un proxy HTTP per i Tor hidden service. Il proxy è stato progettato per consentire un facile accesso alle risorse della rete Tor attraverso l'uso di un comune browser.. Nello stesso anno scrive e pubblica il Guerilla Open Access Manifesto (vedi bibliografia) per la difesa delle libertà di accesso alla conoscenza digitale. Dal 2011, il software è mantenuto da Giovanni Pellerano all'interno del progetto GlobaLeaks.

### PACER
Nel 2009, Swartz scaricò e diffuse pubblicamente circa il 20% del database PACER (Public Access to Court Electronic Records) della Corte Federale degli Stati Uniti. Il database contiene documenti giuridici pubblici, ma i cittadini statunitensi potevano allora accedervi solo a pagamento. Swartz aveva avuto accesso al sistema nell'ambito di una prova gratuita accordata alle biblioteche in tutto il paese, prova che fu sospesa "in attesa di una valutazione" come risultato delle azioni di Swartz. Per tali azioni, Swartz finì sotto inchiesta da parte dell'FBI. Il caso fu chiuso due mesi dopo senza condanna.

### JSTOR
Il 19 luglio 2011, Swartz fu accusato dal procuratore del Massachusetts di aver violato la legge per ottenere informazioni da un computer protetto e di averlo incautamente danneggiato, con riferimento al download di circa 5 milioni di articoli accademici da JSTOR. Secondo le accuse, Swartz avrebbe nascosto un computer portatile collegato alla rete informatica del MIT, che gli avrebbe permesso di scaricare rapidamente una straordinaria quantità di articoli da JSTOR e avrebbe agito con l'intento di rendere i documenti disponibili su una rete peer-to-peer, in open access. Gli articoli scaricati, risalendo ad anni precedenti al 1923, erano già di pubblico dominio nella loro versione originale, ma risultava coperta da copyright la versione digitalizzata presente su JSTOR.
Swartz si è dichiarato non colpevole per tutte le accuse, ed è stato rilasciato dietro cauzione di 100 000 dollari, non garantiti. Il processo per frodi informatiche, previsto per aprile 2013, prevedeva una potenziale detenzione fino a 50 anni e una multa fino a quattro milioni di dollari. JSTOR ha rilasciato un comunicato dove affermava che non avrebbe intrapreso vie legali nei confronti di Swartz.
Nel settembre 2011, JSTOR ha annunciato di aver reso liberamente accessibili a chiunque la visualizzazione e lo scaricamento degli articoli presenti nel suo archivio, pubblicati prima del 1923 negli Stati Uniti e al 1870 negli altri paesi. Secondo JSTOR il progetto di rendere pubblici questi archivi era già in cantiere da qualche tempo ma l'inchiesta ebbe impatto sulla sua pianificazione "in gran parte per la preoccupazione che la pubblica opinione avrebbe potuto trarre conclusioni errate circa le motivazioni" del gruppo. Alla fine JSTOR ha comunque deciso di proseguire con l'iniziativa.
Il caso mette alla prova la portata del Computer Fraud and Abuse Act (CAFA) del 1984, dando mandato alle autorità di perseguire ogni hacker che ha sottratto informazioni o manipolato o distrutto funzionalità di un computer.
Una corte d'appello federale ad aprile 2011 limitava invece la portata del CAFA, ribadendo che le violazioni degli accordi contrattuali dei dipendenti e le condizioni dei siti web di servizio andavano risolte con processi civili, anziché penali. Tale sentenza non era comunque vincolante nel perseguimento di Swartz. L'amministrazione Obama ha rifiutato di ricorrere in appello alla Corte Suprema.
L'avvocato di Swartz, Elliott Peters, ha dichiarato di aver discusso per trovare un accordo con il vice procuratore federale Stephen Heyman: anche nel caso in cui Aaron avesse patteggiato dichiarandosi colpevole per ogni accusa, sarebbe finito ugualmente in carcere. Mercoledì 9 gennaio 2013, Peters aveva di nuovo provato a discutere con Heyman per trovare una soluzione che non comprendesse il carcere, ma non c'era stato nulla da fare.
Nel luglio 2013 il MIT ha reso pubblico il rapporto contenente i risultati dell'indagine interna sui fatti legati alla vicenda di Aaron Swartz. Nel rapporto si afferma come l'MIT abbia tentato di mantenere un ruolo neutrale nella vicenda, riconoscendo in ciò sia un'assenza di responsabilità diretta sull'accaduto, sia una mancata attenzione per le sue possibili conseguenze e per il ruolo che l'istituzione ricopre nei campi dell'Information Technology e dell'open access. Alex Stamos, CEO di Artemide Internet ed esperto di informatica forense, era impegnato nella difesa di Swartz come testimone esperto. Il 12 gennaio 2013 ha inviato una sintesi della sua testimonianza contro gli esperti del caso JSTOR, concludendo in questo modo: «Riconosco un atto di hacking criminale quando lo vedo, e il download di Aaron di articoli accademici da un contenitore aperto non è un reato che valga 35 anni di carcere.»

## Riconoscimenti
- La famiglia e la compagna di Swartz hanno creato un sito web in sua memoria, diffondendo la seguente dichiarazione: «Ha usato le sue prodigiose abilità di programmatore e tecnologo non per arricchire sé stesso, ma per rendere Internet e il mondo un posto più giusto e migliore». Nel riflettere sul perché Aaron sia arrivato al gesto, la famiglia sostiene che ciò non sia dovuto a una tragedia personale, ma il prodotto di un sistema di giustizia penale fatta di intimidazioni e persecuzioni giudiziarie, e che la decisione degli uffici del MIT hanno contribuito alla sua morte.[33]
- Lawrence Lessig, avvocato e amico personale di Swartz, ha denunciato il carattere sproporzionato della richiesta di condanna da parte dell'accusa e ha dichiarato che «la domanda a cui questo governo deve rispondere è se era necessario che Aaron Swartz fosse additato come criminale».[34]
- Nel 2014 è stato pubblicato il documentario a lui dedicato The Internet's Own Boy: The Story of Aaron Swartz.
- Nel luglio 2014 la Giunta comunale di Mantova ha intitolato il centro servizi della città alla memoria di Aaron Swartz, su iniziativa dell'assessore all'UNESCO e all'Edilizia Celestino Dall'Oglio[35]. L'infrastruttura pubblica è stata inaugurata nel 2015[36]

## Filmografia
- The Internet's Own Boy: The Story of Aaron Swartz, film documentario del 2014 diretto da Brian Knappenberger.
- Killswitch, un film incentrato su Aaron Swartz, così come su Lawrence Lessig, Tim Wu e Edward Snowden, ha ricevuto la sua prima mondiale al Woodstock Film Festival, dove ha vinto il premio per il miglior montaggio. Il film si concentra sul ruolo di Swartz nella difesa delle libertà di Internet.

## Opere teatrali
- Nella rete - Sulla vita di Aaron Swartz, monologo del 2021 scritto e interpretato da Francesca Botti sulla vita di Aaron Swartz e sulla rappresentazione della censura della libera informazione come "La Bestia".[37]